# Bengalia bezzii
Bengalia bezzii är en tvåvingeart som beskrevs av Senior-white 1923. Bengalia bezzii ingår i släktet Bengalia och familjen spyflugor. Inga underarter finns listade i Catalogue of Life.